# Grébault-Mesnil
Grébault-Mesnil és un municipi francès situat al departament del Somme i a la regió dels Alts de França. L'any 2007 tenia 184 habitants.

## Demografia

### Població

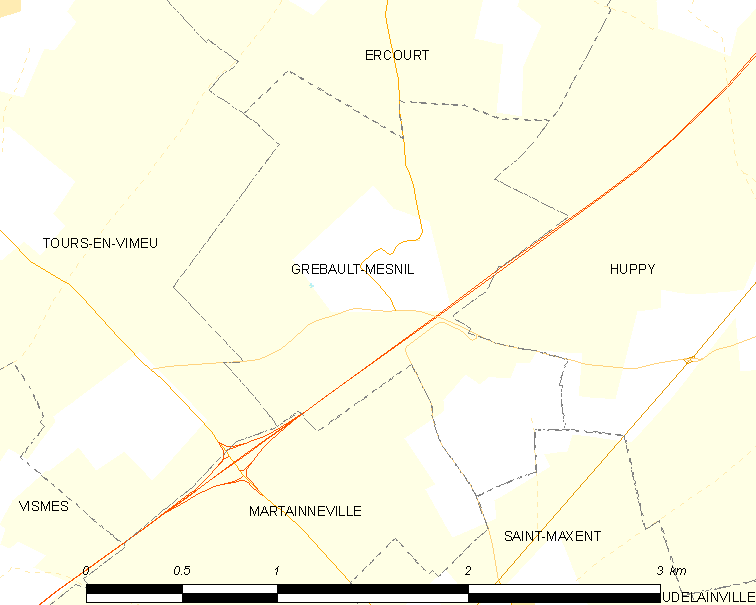

El 2007 la població de fet de Grébault-Mesnil era de 184 persones. Hi havia 71 famílies de les quals 22 eren unipersonals (18 homes vivint sols i 4 dones vivint soles), 13 parelles sense fills i 36 parelles amb fills.

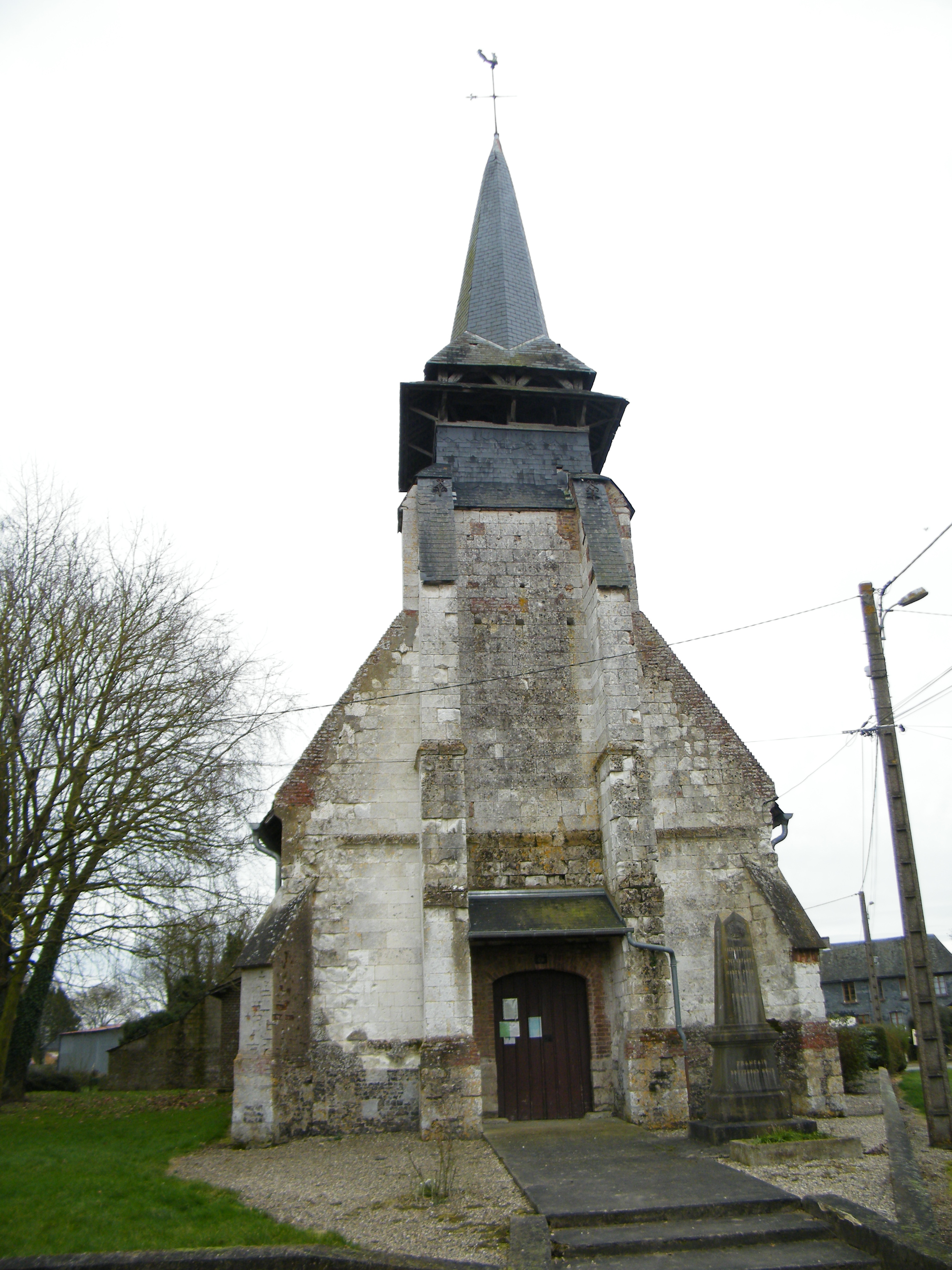

La població ha evolucionat segons el següent gràfic:
Habitants censats

### Habitatges
El 2007 hi havia 70 habitatges, 69 eren l'habitatge principal de la família i 1 estava desocupat. Tots els 70 habitatges eren cases. Dels 69 habitatges principals, 51 estaven ocupats pels seus propietaris, 17 estaven llogats i ocupats pels llogaters i 1 estava cedit a títol gratuït; 1 tenia dues cambres, 10 en tenien tres, 27 en tenien quatre i 31 en tenien cinc o més. 46 habitatges disposaven pel capbaix d'una plaça de pàrquing. A 31 habitatges hi havia un automòbil i a 32 n'hi havia dos o més.

### Piràmide de població

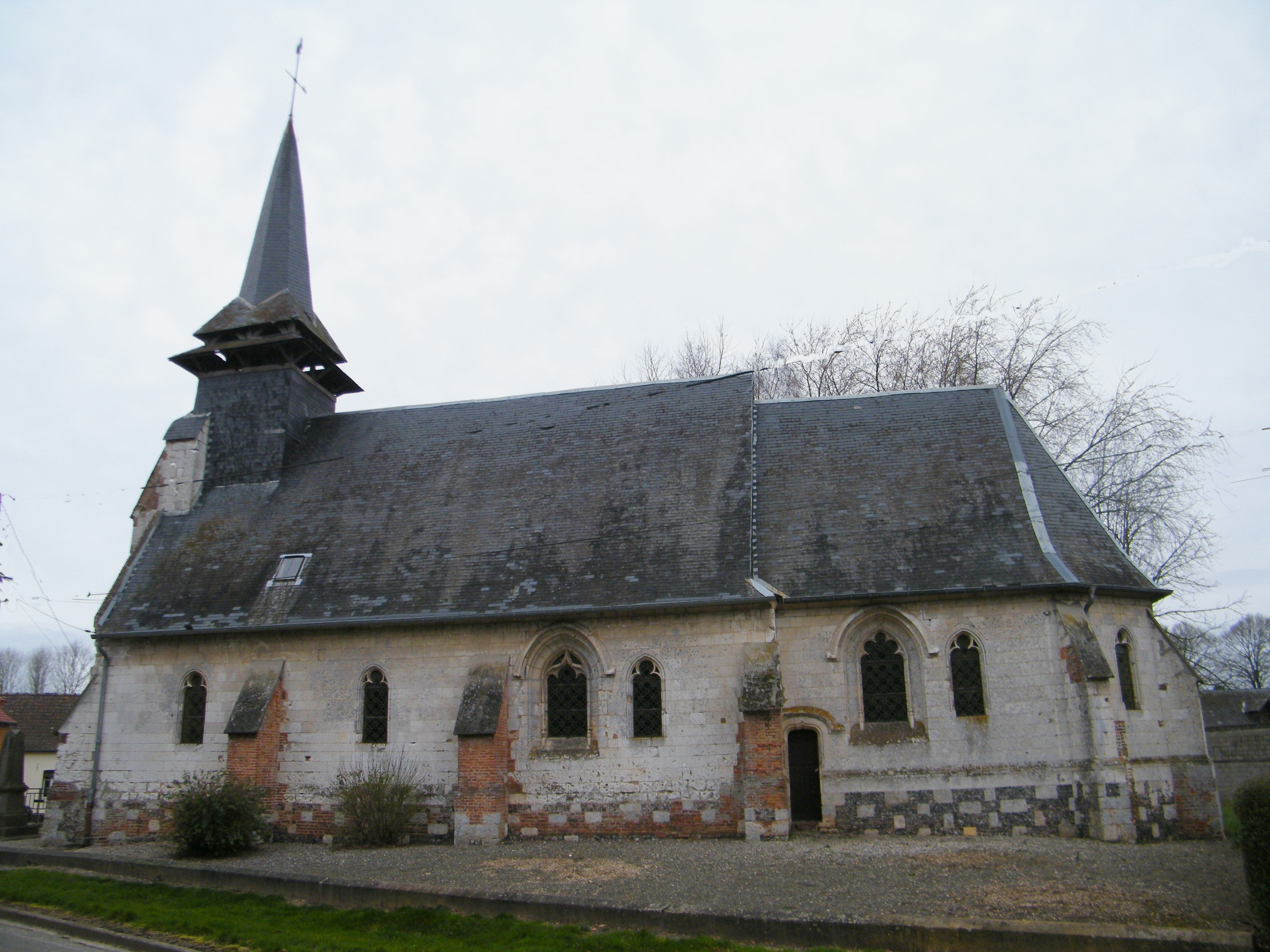

La piràmide de població per edats i sexe el 2009 era:
| Homes | Edats   | Dones |
| ----- | ------- | ----- |
| 0     | 95 o +  | 0     |
| 0     | 90 a 94 | 0     |
| 0     | 85 a 89 | 0     |
| 0     | 80 a 84 | 4     |
| 0     | 75 a 79 | 0     |
| 4     | 70 a 74 | 0     |
| 0     | 65 a 69 | 0     |
| 4     | 60 a 64 | 0     |
| 4     | 55 a 59 | 8     |
| 0     | 50 a 54 | 0     |
| 8     | 45 a 49 | 8     |
| 8     | 40 a 44 | 0     |
| 0     | 35 a 39 | 4     |
| 4     | 30 a 34 | 8     |
| 0     | 25 a 29 | 4     |
| 0     | 20 a 24 | 0     |
| 4     | 15 a 19 | 4     |
| 8     | 10 a 14 | 0     |
| 4     | 5 a 9   | 4     |
| 4     | 0 a 4   | 0     |

## Economia

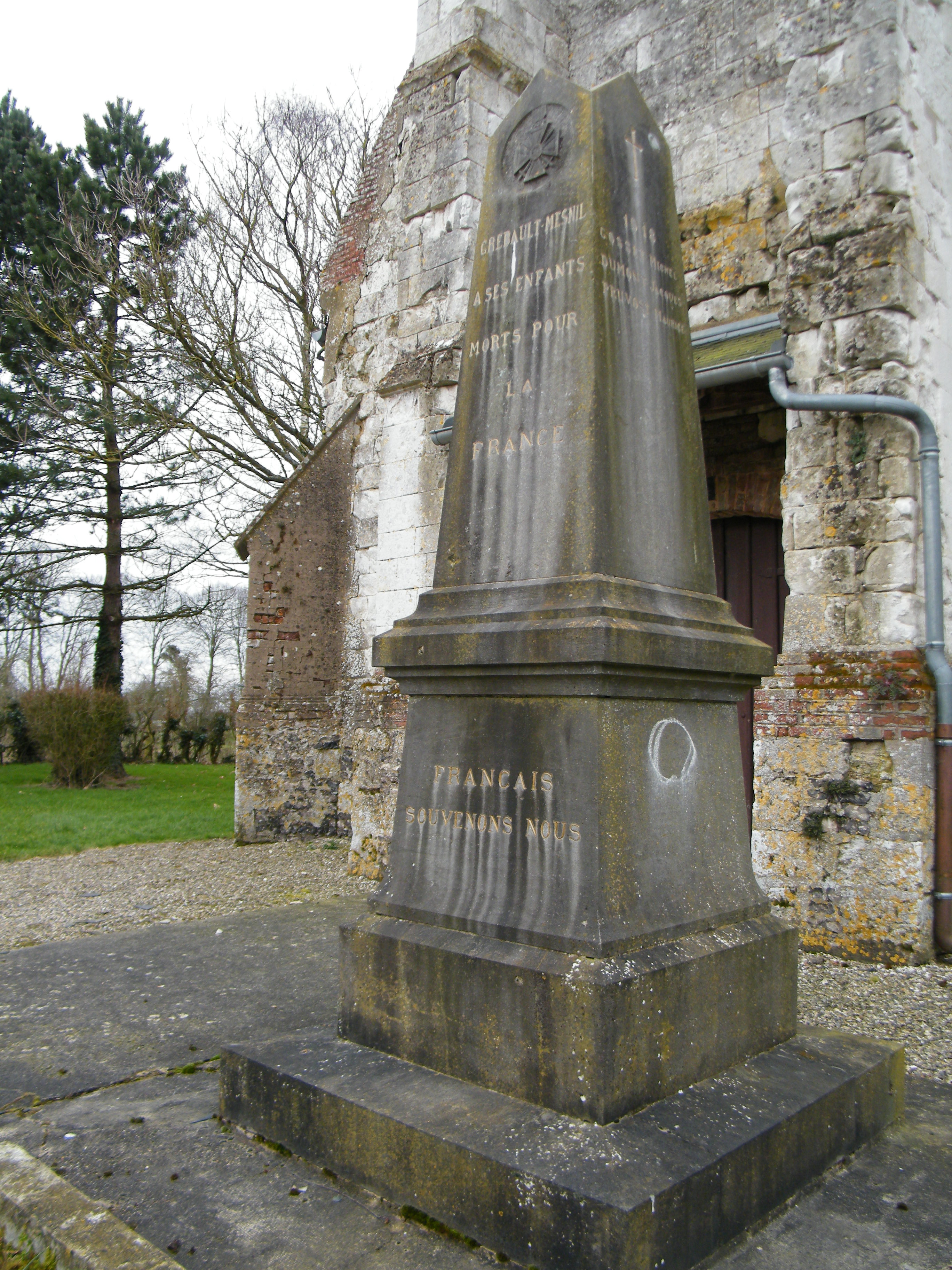

El 2007 la població en edat de treballar era de 122 persones, 98 eren actives i 24 eren inactives. De les 98 persones actives 89 estaven ocupades (57 homes i 32 dones) i 9 estaven aturades (2 homes i 7 dones). De les 24 persones inactives 6 estaven jubilades, 6 estaven estudiant i 12 estaven classificades com a «altres inactius».

### Ingressos
El 2009 a Grébault-Mesnil hi havia 72 unitats fiscals que integraven 216 persones, la mediana anual d'ingressos fiscals per persona era de 15.957 €.

### Activitats econòmiques
Dels 4 establiments que hi havia el 2007, 1 era d'una empresa de fabricació d'altres productes industrials, 1 d'una empresa de construcció, 1 d'una empresa de comerç i reparació d'automòbils i 1 d'una empresa de serveis.
Dels 2 establiments de servei als particulars que hi havia el 2009, 1 era un taller de reparació d'automòbils i de material agrícola i 1 paleta.
L'any 2000 a Grébault-Mesnil hi havia 11 explotacions agrícoles que ocupaven un total de 424 hectàrees.

## Equipaments sanitaris i escolars
El 2009 hi havia una escola elemental integrada dins d'un grup escolar amb les comunes properes formant una escola dispersa.

## Poblacions més properes
El següent diagrama mostra les poblacions més properes.